# Dragøyna (Masfjorden)
Dragøyna, est une île dans le landskap Sunnhordland du comté de Vestland. Elle appartient administrativement à Masfjorden.

## Géographie
Rocheuse et couverte d'arbres, elle s'étend sur environ 1,257 km de longueur pour une largeur approximative maximale de 666 m. Elle compte une dizaine d'habitations dont un gîte. 